# Al Ross
Al Ross, de son véritable nom Abraham Roth, est un dessinateur de presse américain né le 19 octobre 1911 à Seletyn et mort le 22 mars 2012 dans le Bronx.

## Biographie
Né en Roumanie et d'abord élevé à Vienne, Al Ross suit sa famille qui migre aux États-Unis après la Première Guerre mondiale. Il
étudie à l'Art Students League de New York. À partir de 1937, et pendant 60 ans, il collabore au magazine The New Yorker en tant que dessinateur. Ses travaux paraissent également dans Collier's, The Saturday Evening Post, Esquire, Cosmopolitan, Maclean's, Snappy.
Ses trois frères — Irving Roir, Ben Roth et Salo — sont également dessinateurs de presse.

## Œuvres
- Sexcapades: The Love Life of the Modern Homo Sapiens (1953)
- Bums vs. Billionaires (1972)
- Cartooning Fundamentals (1977)